# Geoffrey Hutchings
Geoffrey Hutchings (* 8. Juni 1939 in Dorchester, Dorset; † 1. Juli 2010 in London) war ein britischer Schauspieler.

## Leben
Geoffrey Hutchings studierte Französisch und Sport an der Birmingham University. Er absolvierte eine Schauspielausbildung an der Royal Academy of Dramatic Art.
Er trat als Theaterschauspieler in zahlreichen Theaterinszenierungen an verschiedenen britischen Bühnen auf. 1968 wurde er Mitglied bei der Royal Shakespeare Company. Dort spielte er zahlreiche ernsthafte und vor allem komische Rollen, unter anderem den Octavius Caesar in Julius Cäsar, den Pisanio in Cymbeline, den Dromio in Die Komödie der Irrungen, den Clown in Antonius und Cleopatra, den Fluellen und den Dauphin in Heinrich V., den Simpel und den Dr. Cajus in Die lustigen Weiber von Windsor, den Lavache in Ende gut, alles gut, den Narren Feste in Was ihr wollt, den Autolycus in Ein Wintermärchen, den Launce in Zwei Herren aus Verona und den Bottom in Ein Sommernachtstraum.
Er trat bei der Royal Shakespeare Company auch als Vasques in Tis Pity She’s a Whore von John Ford auf. 1971 spielte er den Bosola in einer Produktion von John Websters Schauspiel The Duchess of Malfi bei der Royal Shakespeare Company. 1982 gewann er den Laurence Olivier Award in der Kategorie Best Comedy Performance für seine Travestierolle als Lady Dodo in dem Musical Poppy. Am National Theatre in London spielte er 1998 die Rolle des nonchalanten Schauspielers Sid James in der Komödie Cleo, Camping, Emmanuelle and Dick von Terry Johnson, die einen Blick hinter die Kulissen der Liebesgeschichte zwischen Sid James und seiner Schauspielerkollegin Barbara Windsor warf.
2001 spielte er am National Theatre die Rolle des Hans Luther, den Vater von Martin Luther, in dem Theaterstück Luther von John Osborne. 2004 spielte er den Nagg in Samuel Becketts Theaterstück Endspiel gemeinsam mit Sir Michael Gambon, Lee Evans und Liz Smith. 2005 übernahm er am Comedy Theatre die Rolle des Mr. Elliott in John Osbornes frühem Theaterstück Epitaph For George Dillon. Von Oktober 2006 bis April 2007 spielte er den jüdischen Gemüsehändler Herr Schultz in der West-End-Produktion von Cabaret am Lyric Theatre. Am Wyndhams Theatre in London spielte er von September 2009 bis Februar 2010 die Rolle des Brooksie in einer Bühnenfassung des Films Die Verurteilten.
Seit den 1960er Jahren übernahm Hutchings auch Fernsehrollen, zunächst in britischen Fernsehserien. 1982 spielte er unter der Regie von Alan Clarke gemeinsam mit Tim Roth in dem Fernsehdrama Made in Britain. 1987 zeichnete er, unter der Regie von David Leland, in der Rolle des Hubert Mansell ein bemerkenswertes schauspielerisches Porträt als verbitterter Vater seiner Filmtochter Emily Lloyd in der Tragikomödie Wish You Were Here – Ich wollte, du wärst hier.
Weitere Filmrollen hatte er in dem Abenteuerfilm Weißer Jäger, schwarzes Herz mit Clint Eastwood, in der Historienverfilmung Henry V. mit Kenneth Branagh, in der Komödie Clockwise – Recht so, Mr. Stimpson mit John Cleese, in dem Kostümfilm Topsy-Turvy – Auf den Kopf gestellt mit Jim Broadbent, in dem historischen Filmdrama Das Halsband der Königin mit Hilary Swank und in dem Familienfilm Herr der Diebe.
Weitere Fernsehrollen hatte er in der mehrteiligen Mini-Serie Our Friends in the North (1996), in der er den korrupten Bauunternehmer John Edwards spielte, eine Figur, die stark an den authentischen Fall des Baulöwen John Poulson angelehnt war. Eine wiederkehrende Episodenrolle hatte er von 2000 bis 2003 als Bobby Hollamby in der britischen Krimiserie Bad Girls. 2006 übernahm er als Mr. Brown auch eine Rolle in der britischen Fernsehverfilmung des Scheibenwelt-Romans Schweinsgalopp von Terry Pratchett. 2007 hatte er eine Gastrolle in der zweiten Staffel der Fernsehserie Wildes Herz Afrika. 2008 spielte er eine kleine Rolle als Bilder-Kobold in dem zweiteiligen britischen Fernsehfilm The Color of Magic – Die Reise des Zauberers, wiederum nach einer literarischen Vorlage von Terry Pratchett.
Von 2008 an spielte er in der Comedyserie Benidorm. 2009 war er in der Seifenoper EastEnders als Roger Clarke, Vater der Filmcharaktere Jane und Christian, zu sehen.
Hutchings lebte in London. Er starb in einem Londoner Krankenhaus an den Folgen einer Virusinfektion.

## Filmografie (Auswahl)
- 1965: The Ambassadors (Fernsehfilm)
- 1974: Antony and Cleopatra (Fernsehfilm)
- 1982: Made in Britain
- 1986: Clockwise – Recht so, Mr. Stimpson (Clockwise)
- 1987: Wish You Were Here – Ich wollte, du wärst hier (Wish You Were Here)
- 1990: Weißer Jäger, schwarzes Herz (White Hunter Black Heart)
- 1990: Henry V. (Henry V)
- 1993: Für alle Fälle Fitz (Cracker, Fernsehserie, 1 Episode)
- 1996: Our Friends in the North (Fernsehserie, 4 Episoden)
- 1998, 2009: Inspector Barnaby (Midsomer Murders, 2 Episoden)
- 1999: Topsy-Turvy – Auf den Kopf gestellt (Topsy-Turvy)
- 2000–2003: Bad Girls (Fernsehserie, 4 Episoden)
- 2001: Das Halsband der Königin (The Affair of the Necklace)
- 2006: Herr der Diebe (The Thief Lord)
- 2006: Hogfather
- 2007: Wildes Herz Afrika (Wild at Heart)
- 2008: The Color of Magic – Die Reise des Zauberers (The Colour of Magic)
- 2008–2010: Benidorm (Fernsehserie, 15 Episoden)
- 2009: EastEnders (Fernsehserie, 3 Episoden)
- 2009: She, a Chinese
- 2009: Der Weihnachtsmuffel (Nativity!)
- 2010: Ich sehe den Mann deiner Träume (You Will Meet a Tall Dark Stranger)
- 2010: Grandma’s House (Fernsehserie, 6 Episoden)